# Gonatopus azorensis
Gonatopus azorensis é uma espécie de insetos himenópteros, mais especificamente de vespas solitárias pertencente à família Dryinidae.
A autoridade científica da espécie é Olmi, tendo sido descrita no ano de 1989.
Trata-se de uma espécie presente no território português.